# Че!
«Че!» (англ. Che!) — драматический биографический фильм 1969 года режиссёра Ричарда Флейшера. В главной роли Омар Шариф.

## Сюжет
В конце 1950-х годов молодой аргентинский врач Эрнесто Че Гевара (Омар Шариф) вливается в «Движение 26 июля» на Кубе и показывает свою храбрость во время одного из боёв с армией Батисты. Он получает уважение своих коллег-барбудос и по поручению Фиделя Кастро (Джек Пэланс) становится команданте и лидером отряда в походе на Санта-Клару.
Когда после двух лет борьбы Батиста бежит из страны, а Кастро начинает строить новую республику, Гевара мечтает о воплощении в жизнь теории мировой революции. После отступления Кастро во время карибского кризиса, Гевара обвиняет его в том, что он является инструментом советского империализма, и в результате этого Че решает покинуть Кубу.
Гевара едет в Боливию, где пытается реализовать свою мечту о революции, но крестьяне из-за ограниченности миром коз и своей земли не следуют его примеру. После долгих скитаний по боливийским джунглям в горной местности, во время боя Че захватывают в плен солдаты армии Боливии и расстреливают его без суда и следствия. Фильм заканчивается кадрами показа высокопоставленными военными тела Че журналистам и хроникой разгона демонстраций из-за его смерти.

## В ролях
| Актёр           | Роль              |
| --------------- | ----------------- |
| Омар Шариф      | Эрнесто Че Гевара |
| Джек Пэланс     | Фидель Кастро     |
| Чезаре Данова   | Рамон Вальдес     |
| Роберт Лоджиа   | Фаустино Моралес  |
| Вуди Строуд     | Гильермо          |
| БарБара Луна    | Анита Маркес      |
| Фрэнк Силвера   | Готфрид           |
| Альберт Полсен  | капитан Васкес    |
| Линда Марш      | Таня              |
| Том Трауп       | Фелипе Муньос     |
| Руди Диас       | Вилли             |
| Перри Лопес     | Роландо           |
| Абрахам Софаер  | Пабло Рохас       |
| Ричард Ангарола | полковник Салазар |
| Сарита Вара     | Селия Санчес      |

## Саундтрек
Официальный саундтрек к фильму был сочинён и записан аргентинским композитором Лало Шифриным:
| №   | Название                    | Длительность |
| --- | --------------------------- | ------------ |
| 1.  | «Ché (Orchestra Version)»   | 2:22         |
| 2.  | «La Columna»                | 2:34         |
| 3.  | «Emboscada»                 | 3:10         |
| 4.  | «La Ruta»                   | 2:42         |
| 5.  | «Charangos»                 | 2:04         |
| 6.  | «Fiesta Numero Dos»         | 3:06         |
| 7.  | «Recuerdos»                 | 2:44         |
| 8.  | «Fiesta Numro Uno»          | 2:13         |
| 9.  | «Anita»                     | 2:00         |
| 10. | «La Barraca»                | 1:56         |
| 11. | «Tiempo Pasado»             | 3:00         |
| 12. | «Ché (Solo Guitar Version)» | 3:17         |

## Критика
Известный кинокритик Роджер Эберт отметил, что «Голливуд снял фильм о Че Геваре. Почему? Наверное, потому что почувствовал запах лёгких денег, увидев цифры продаж плакатов с Че», и перечислил недостатки, в частности сказав, что фильм является «буквально равнодушным. Невозможно определить, что производители фильма думал о Геваре. Доминирующим качество фильма является его безвольность. Не сделано никакой попытки проникнуть внутрь ума этого сложного человека, Гевары. Нам говорят, что он был студентом-медиком, страдал астмой, был более жестоким, чем Кастро, был реальным мозгом, стоящим за операциями. Подумаешь. Кастро представлен как довольно хороший парень, взявший мягкую линию с русскими во время ракетного кризиса, опасаясь ядерной войны. Плая-Хирон пропущена. Коррупция режима Батисты по-видимому была на другом острове. Драматический уровень стремится к комиксам», и заметив, что «в конце, перед тем как Че убьют, старого пастуха (Фрэнк Силвера) притащили в его комнату. „Это человек, за которого вы боролись“, боливийский офицер говорит Че. И тогда старик жалуется, что звуки революционных выстрелов испугали его коз, и они прекратили давать молоко: „Почему вы не уйдёте и оставите нас в покое в мире“. Вот это вывод. Ничего себе». Винсент Кэнби из «The New York Times» отметил, что фильм «важен как напоминание о том, что старая голливудская Фабрика грёз все ещё имеет конституцию козла. Она может потреблять почти все, в том числе сложного и противоречивого кубинский революционера родом из Аргентины, снизив его до консистенции деформированного шпината», причём фильм «является недвусмысленно про-боливийским», а рассказчик «убеждает нас в том, что „ЦРУ не участвовало в этой операции в любом случае“». Пол Бреннер в «AllMovie» заметил, что этот фильм — «псевдо-биография легендарного кубинского революционера».
В настоящее время известно, что убийство Че Гевары было организовано и проходило с ведома ЦРУ США.
По аналогии с этим фильмом был назван телеканал Че!.